# Сарагоса (аеропорт)
Аеропорт Сарагоси (ісп. Aeropuerto de Zaragoza; IATA: ZAZ, ICAO: LEZG) — міжнародний аеропорт спільного базування. Аеропорт розташований за 16 км від Сарагоси.

## Історія
Відкриття аеропорту відбулося у вересні 1947 року. Під час холодної війни аеропорт використовувався ВПС США як авіабаза. Будівництво аеропорту розпочалося в 1954 році з розширення та вдосконалення існуючої іспанської бази ВПС. Роботи вели військові США. В першу чергу збільшили довжину злітно-посадкової смуги з 3,024 м до 3632 м. До 1958 року будували другу злітно-посадкову смугу завдовжки 3718 м та завширшки 61 м. Аеропорт використовувало НАСА на випадок непередбачених обставин для місця посадки для Шаттлів.

## Авіалінії та напрямки (станом на березень 2022)

### Пасажирські
| Авіакомпанія    | Пункт призначення |
| --------------- | --- |
| Air Europa      | Пальма-де-Мальорка |
| Binter Canarias | Гран-Канарія, Тенерифе-Північний                                                                                      |
| Blue Air        | Сезонно: Бухарест (з 21 червня 2022)                                                                                  |
| Ryanair         | Париж-Бове, Мілан-Бергамо, Болонья, Брюссель-Шарлеруа, Лісабон, Лондон-Станстед, Марракеш, Пальма-де-Мальорка, Відень |
| Volotea         | Сезонний: Менорка, Венеція                                                                                            |
| Vueling         | Пальма-де-Мальорка, Париж-Орлі, Тенерифе-Північний Сезонно: Гран-Канарія, Ібіца, Лансароте (з 19 червня 2022)         |
| Wizz Air        | Бухарест, Клуж-Напока                                                                                                 |

### Вантажні
| Авіакомпанія            | Пункт призначення |
| ----------------------- | --- |
| AirBridgeCargo Airlines | Москва-Шереметьєво |
| Air China Cargo         | Амстердам, Шанхай-Пудун, Тяньцзинь                                                                                     |
| ASL Airlines Belgium    | Льєж |
| Atlas Air               | Стамбул, Мехіко-Сіті, Маямі, Тель-Авів, Чженчжоу                                                                       |
| Avianca Cargo           | Амстердам, Богота, Маямі                                                                                               |
| Cargolux                | Люксембург |
| China Cargo Airlines    | Амстердам, Шанхай-Пудун                                                                                                |
| Emirates SkyCargo       | Дубай-аль-Мактум, Мехіко-Сіті, Кіото                                                                                   |
| Ethiopian Cargo         | Богота, Гуанчжоу, Льєж, Мехіко-Сіті, Маямі                                                                             |
| Garuda Cargo            | Джакарта-Сукарно-Хатта                                                                                                 |
| Qatar Airways Cargo     | Бейрут, Чикаго-О'Хара, Дака, Доха, Х'юстон-Інтерконтінентал Лос-Анджелес, Люксембург, Мехіко-Сіті, New York-JFK, Кіото |
| Saudia Cargo            | Даммам, Ріяд |

## Статистика

### Пасажирообіг
Див. джерело запитів Вікіданих та джерела.
| Рік  | Пасажирообіг (зміна) | Авіатрафік (зміна) | Вантажообіг, т (зміна) |
| ---- | -------------------- | ------------------ | ---------------------- |
| 2009 | 528,313 (-11.2 %)    | 12,746 (-12.6 %)   | 36,936 (+72.3 %)       |
| 2010 | 605,912 (+14.7 %)    | 12,711 (-0.3 %)    | 42,545 (+15.3 %)       |
| 2011 | 751,097 (+24.0 %)    | 11,970 (-5.9 %)    | 48,609 (+14.3 %)       |
| 2012 | 551,406 (-26.6 %)    | 9,268 (-22.6 %)    | 71,094 (+46.1 %)       |
| 2013 | 457,284 (-17.1 %)    | 7,597 (-18.3 %)    | 71,661 (+0.7 %)        |
| 2014 | 418,576 (-8.5 %)     | 7,039 (-7.3 %)     | 86,311 (+20.4 %)       |
| 2015 | 423,873 (+1,3 %)     | 7,050 (+0,1 %)     | 85,741 (-0,8 %)        |
| 2016 | 419,529 (-1,0 %)     | 7,269 (+3,1 %)     | 110,564 (+29,0 %)      |
| 2017 | 438,035 (+4.4 %)     | 7,965 (+9.6 %)     | 142,185 (+29.1 %)      |
| 2018 | 489,064 (+11.6 %)    | 8,991 (+12.9 %)    | 166,834 (+17.3 %)      |